# William Basinski
William James Basinski, né le 25 juin 1958 à Houston (États-Unis), est un compositeur et saxophoniste américain.

## Biographie

### Enfance et formation en
Basinski grandit en Floride où il reçoit une formation de clarinettiste classique. À la fin des années 1970, après une expérience dans un groupe de jazz, il poursuit des études de musique en se spécialisant dans la composition à l'Université de North Texas, à Denton.

### Carrière
En 1978, inspiré par les minimalistes comme Steve Reich, Terry Riley, Brian Eno et John Cage, il commence à développer son propre vocabulaire musical en utilisant des boucles de bandes magnétiques et des plates-formes de transfert de bobine à bobine. Il développe un style méditatif et mélancolique en expérimentant avec des courtes boucles mélodiques jouées sur elles-mêmes afin de produire un feedback.
Pendant les années 1980, Basinski produit de nombreux travaux expérimentaux à l'aide de boucles magnétiques et de systèmes de delay, de sons trouvés et de parasites d'ondes radio. Il est membre de plusieurs groupes, dont Gretchen Langheld Ensemble et House Afire. En 1989, il ouvre son propre espace de représentation, « Arcadia ». Dans les années 1990, il joue et produit les disques et spectacles de divers artistes de la scène new-yorkaise, comme Antony, Diamanda Galás, Rasputina, The Murmurs et son propre groupe, Life on Mars. En 2000, il réalise un film, Fountain avec les artistes James Elaine et Roger Justice.
Sa première production, Shortwavemusic, bien que créée en 1983, n'est éditée sur disque vinyle qu'en 1998 sur le label Raster-Noton. Plusieurs réalisations de Basinski sortent dans les années suivantes, la plupart sur le label 2062.
En août et septembre 2001, Basinski commence un travail sur un ensemble de quatre œuvres intitulées The Disintegration Loops. Les enregistrements sont basés sur de vieilles bandes magnétiques dont la qualité se dégrade. En tentant de sauver ces enregistrements sur un support numérique, les bandes se désagrègent progressivement,,.
C’est après le travail de remembrement de ses anciens enregistrements que William Basinski va saisir le sens de l’histoire. Nous sommes le 11 septembre 2001. William Basinski est à New-York. De son appartement situé à Brooklyn, il aperçoit une épaisse fumée qui s’élève dans le ciel. Il saisit alors sa caméra et filme de loin la fumée des tours du World Trade Center en écoutant the disintegration loops. La musique constituera la bande sonore de notre monde qui se dissout dans une incroyable mélancolie : l’entropie de l’anthropie.

## Discographie
- 1998 : Shortwavemusic (Raster-Noton)
- 2000 : Watermusic (2062)
- 2002 : The Disintegration Loops (2062)
- 2002 : The River (Raster-Noton)
- 2003 : The Disintegration Loops II (2062)
- 2003 : Watermusic II (2062)
- 2003 : Melancholia (2062)
- 2003 : The Disintegration Loops III  (2062)
- 2003 : A Red Score in Tile (Three Poplars)
- 2003 : The Disintegration Loops IV (2062)
- 2004 : Variations: A Movement in Chrome Primitive (Durtro/Die Stadt)
- 2004 : Silent Night (2062)
- 2006 : The Garden of Brokenness (2062)
- 2006 : Variations for Piano & Tape (2062)
- 2007 : Shortwavemusic (2062)
- 2007 : El Camino Real (2062)
- 2008 : The River (2062)
- 2009 : 92982 (2062)
- 2009 : Vivian & Ondine (2062 Records)
- 2013 : Nocturnes (2062 Records)
- 2015 : Cascade (2062 Records)
- 2015 : The Deluge (2062 Records)
- 2015 : Divertissement (Important Records) (avec Richard Chartier)
- 2017 : A Shadow In Time (2062 / Temporary Residence Limited)
- 2018 : Selva Oscura (Temporary Residence Limited)[6](avec Lawrence English (en))
- 2019 : On Time Out Of Time (Temporary Residence Limited)[7]
- 2020 : Hymns of Oblivion (self-released)
- 2020 : Lamentations (Temporary Residence Limited)
- 2022 : . . . On Reflection (avec Janek Schaefer)  (Temporary Residence Limited)
- 2023 : The Clocktower at the Beach (1979) (Line)
- 2024 : September 23rd (Temporary Residence Limited)

Les productions de Basinski sont distribuées par Forced Exposure en Amérique du Nord, Cargo Records au Royaume-Uni, Die Stadt dans le reste de l'Europe et P*DIS au Japon.